# La Longue Veille
La Longue Veille  (titre original : The Long Watch) est une nouvelle de Robert Heinlein publiée pour la première fois dans le magazine The American Legion en décembre 1949 (en 1967 en français par OPTA) et faisant partie de l’Histoire du futur. 

## Résumé
Responsable des ogives nucléaires de la base lunaire, Johnny Dahlquist est approché par des conspirateurs qui lui annoncent qu'un coup d'État est en cours, visant à soumettre la Terre au chantage d'un bombardement atomique, avant d'y instaurer une dictature militaire. Dahlquist est chaudement invité à rejoindre leur camp sous peine d'être capturé et peut-être tué.
Ne se laissant pas impressionner, Dahlquist parvient à s'enfermer dans le silo avec les ogives. Mais une fois là, il se rend progressivement compte que le seul moyen de neutraliser la menace est de démonter et détruire les ogives, ce qui implique sa propre mort par irradiation.

## Éditions en français
- dans Histoire du futur (Tome 1),  OPTA, coll. Club du livre d'anticipation no 10, 1967.
- dans Histoire du futur (Tome 2), Les Vertes Collines de la Terre, Presses-Pocket/Pocket, coll. Science-fiction no 5063, 1979 (rééd. 1989)
- dans Histoire du futur (Tome II), Les Vertes Collines de la Terre, Gallimard, coll. Folio SF no 208, 2005.